# Dammtjärn, Härjedalen
Dammtjärn är en sjö i Härjedalens kommun i Härjedalen och ingår i Göta älvs huvudavrinningsområde. Dammtjärn ligger i Rogen Natura 2000-område.